# José Agustín Goytisolo
Pour les articles homonymes, voir Goytisolo.
José Agustín Goytisolo (né le 13 avril 1928 et mort le 20 mars 1999 à Barcelone en Espagne) est un écrivain, traducteur et poète espagnol du XXe siècle, écrivant aussi bien en catalan qu'en espagnol.
Il fait partie, avec d'autres intellectuels espagnols des années 1960, de la Gauche divine.

## Biographie

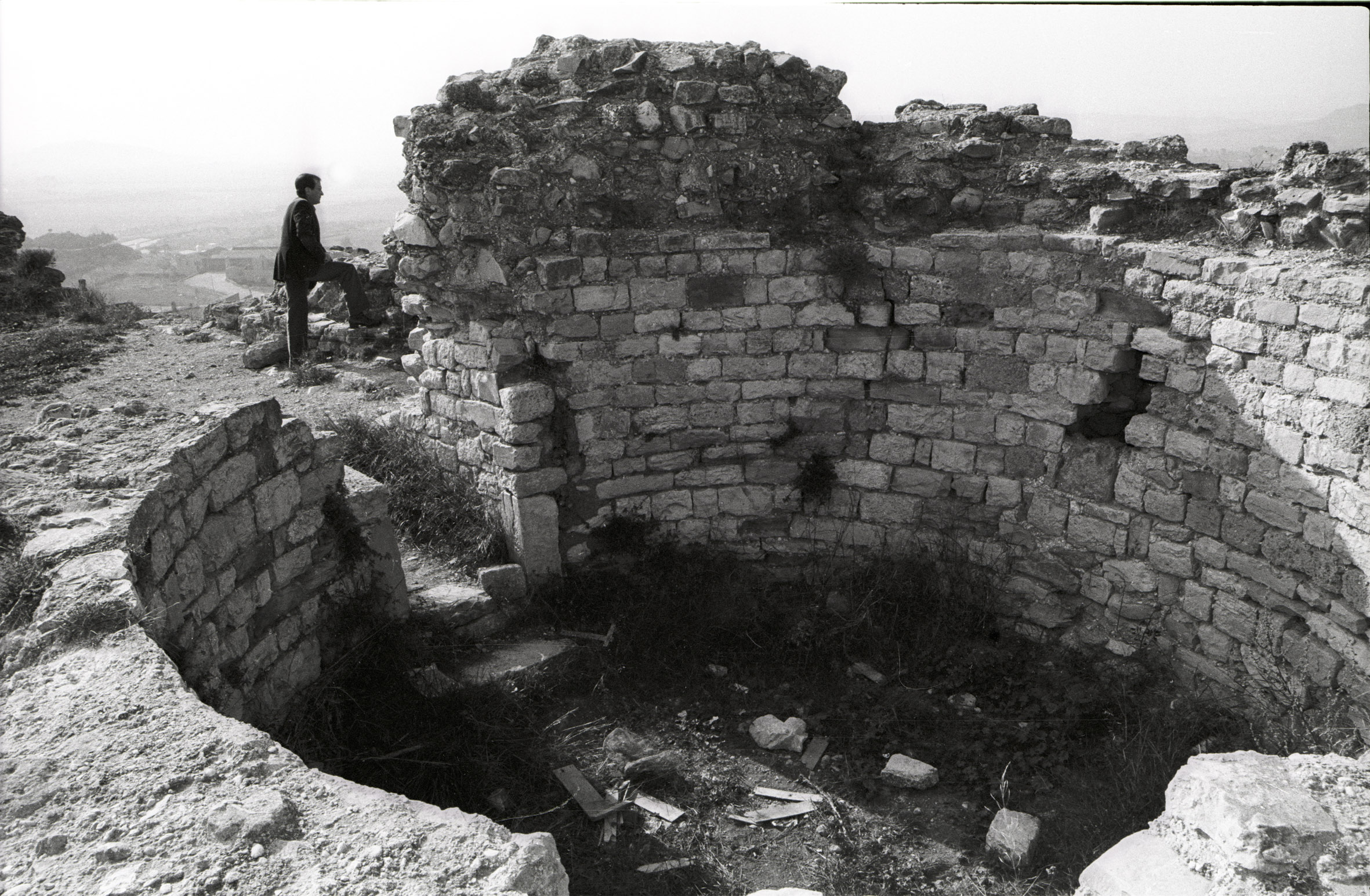
José Agustín Goytisolo au château de Barberà, en 1984. L'intervention du poète fut fondamentale pour la récupération du monument.

José Agustín Goytisolo était issu d'une famille bourgeoise où régnait un très bon environnement intellectuel.
Sa mère mourut en mars 1938 sous les bombardements franquistes alors qu'il n'avait que 10 ans, il fut affecté toute sa vie par cette mort brutale.
Il fit des études de droit à l'université de Barcelone, puis dans celle de Madrid où il fit la connaissance d'artistes comme José Angel Valente, Carmen Martín Gaite ou Martín Santos.
Il était l'aîné des trois frères Goytisolo, tous trois écrivains, dont Juan, romancier et essayiste, est le plus célèbre. C'est l'un des écrivains les plus importants de la Génération de 50, et de ce que l'on a appelé l'« école poétique de Barcelone ».
En 1985 il reçut la Creu de Sant Jordi, distinction décernée par la Generalitat de Catalogne.
Il était dépressif ; c'est pourquoi certains pensent que sa mort (il est tombé de la fenêtre de son appartement) est un suicide, tandis que selon sa famille il s'agit d'un accident[réf. nécessaire].
Le chanteur Paco Ibáñez a fait une tournée avec lui en 1993 et a beaucoup contribué à le faire connaître en France.

## Hommages
Le dernier album de Paco Ibáñez sorti en 2004 est entièrement composé de poèmes de José Agustín Goytisolo, il s'intitule Paco Ibáñez canta a José Agustín Goytisolo.

## Œuvre
- El retorno, 1955
- Salmos al viento, 1956
- Claridad, 1959
- Años decisivos, 1961
- Algo sucede, 1968
- Bajo tolerancia, 1973
- Taller de Arquitectura, 1976
- Del tiempo y del olvido, 1977
- Palabras para Julia, 1979
- Los pasos del cazador, 1980
- A veces gran amor, 1981
- Sobre las circunstancias, 1983
- Final de un adiós, 1984
- La noche le es propicia, 1992
- El ángel verde y otros poemas encontrados, 1993
- Elegías a Julia Gay, 1993
- Como los trenes de la noche, 1994
- Cuadernos de El Escorial, 1995